# 元鼎
元鼎（げんてい）は、中国、前漢代の元号（紀元前116年 - 紀元前111年）。
武帝の第5元。それまで、元年・2年・3年とだけ年を記録してきたが、各年代に名称を設けるべきだという建議がなされた。そこで、宝鼎が発見されたのを機に、これを「元鼎」とし、それ以前に関しても遡って、初元を「建元」、二元を「元光」、三元を「元朔」、四元を「元狩」と名付けた。これにより、元号制が始まった。

## 出来事
- 2年：桑弘羊が大農丞となり、均輸法が実施される。
- 3年4月：常山王劉舜薨去。
- 4年2月：中山王劉勝薨去。
- 5年4月：南越国にて呂嘉の乱が発生、漢から離反した。
- 5年秋：路博徳・楊僕を南越征伐に派遣。
- 6年：南越国を滅ぼし、漢の九郡（南海、蒼梧、鬱林、合浦、交阯、九真、日南、珠厓、儋耳）を設置。

## 西暦との対照表
| 元鼎 | 元年    | 2年     | 3年     | 4年     | 5年     | 6年     |
| 西暦 | 前116年 | 前115年 | 前114年 | 前113年 | 前112年 | 前111年 |
| 干支 | 乙丑    | 丙寅    | 丁卯    | 戊辰    | 己巳    | 庚午    |

| 前の元号 元狩 | 中国の元号 前漢 | 次の元号 元封 |